# توکای پهلونارنجی
توکای پهلونارنجی یا توکای نوارنارنجی (نام علمی: Geokichla peronii) گونه‌ای از پرندگان خانواده توکایان (Turdidae) است. این گونه در جزیره تیمور و جزایر جنوبی ملوک یافت می‌شود. زیستگاه‌های طبیعی آن جنگل‌های خشک نیمه‌گرمسیری یا گرمسیری و جنگل‌های جلگه‌ای نمناک نیمه‌گرمسیری یا گرمسیری است. نابودی زیستگاه آن را تهدید می‌کند.